# تور گلف ژاپن
تور گلف ژاپن ( ژاپنی: 日本ゴルフツアー機構 ゴルフツアー機構) یک تور حرفه ای برجسته گلف است. این شرکت در سال ۱۹۷۳ تأسیس شد و از سال ۲۰۰۶ سومین صندوق جایزه سالانه را از تورهای معمولی (که مخصوص افراد مسن نیست) پس از تور PGA و تور اروپا ارائه کرد. با این حال، از اوایل دهه ۱۹۹۰ ، رشد پول جوایز همگام با دو تور بزرگتر نبوده است. رویدادهای رسمی در تور گلف ژاپن برای امتیازهای رتبه بندی رسمی جهانی گلف و موفقیت در این تور نیز می تواند واجد شرایط بازی در رشته های اصلی باشد.
اکثر بازیکنان پیشرو در این تور ژاپنی هستند، اما بازیکنان بسیاری از کشورهای دیگر نیز در آن شرکت می کنند. این تور در حال حاضر توسط سازمان تور گلف ژاپن (JGTO) اجرا می شود که در سال ۱۹۹۹ برای جدا کردن تور از PGA ژاپن تأسیس شد.  JGTO همچنین یک تور توسعه ای به نام تور چالش ژاپن برگزار می‌کند.
ماساشی اوزاکی بازیکن غالب در تور بوده است، که در فهرست برنده‌های حرفه‌ای با ۹۴، فهرست پول حرفه‌ای با بیش از ۲ میلیارد ین و دوازده بار بین سال‌های ۱۹۷۳ و ۱۹۹۸ برنده عنوان پول شده است. 
ورود به مسابقات قهرمانی آزاد به برنده و نایب قهرمان نشان شایستگی، برنده مسابقات قهرمانی گلف آزاد ژاپن ، دو بازیکنی که قبلاً از لیست پول تا مسابقات قهرمانی تور گلف ژاپن معاف نشده اند و چهار بازیکن برتر غیرمعاف از مسابقات آزاد Mizuno داده می شود .
در سال ۲۰۰۰ ، این تور یک قرارداد حمایت مالی با Iiyama امضا کرد و به iiyama Tour (تور ایاما)‌ تغییر نام داد. ارزش این قرارداد طی سه سال  ¥۱،۵۰۰،۰۰۰،۰۰۰ گزارش شده است. 
در سال ۲۰۰۸ ، این تور برای اولین بار به خارج از ژاپن سفر کرد و در کنار تور آسیایی ، مسابقات آزاد پکن دره کاج در چین را تایید کرد.  در سال ۲۰۱۳ ، این تور همچنین دو رویداد را در ابتدای سال در تایلند و اندونزی همراه با تور OneAsia تصویب کرد.  
در دسامبر ۲۰۲۲ ، یک توافقنامه جدید شامل JGTO، تور PGA و تور اروپا اعلام شد. به عنوان بخشی از این قرارداد، از سال ۲۰۲۳ به بعد، سه نفر برتر در لیست پولی پایان فصل تور گلف ژاپن موقعیتی را کسب کردند که در تور اروپا برای فصل بعد بازی کنند.  

## برندگان لیست پول
| فصل       | برنده                 | جایزه (¥)   |
| --------- | --------------------- | ----------- |
| ۲۰۲۴      | تاکومی کانایا         | ۱۱۹٬۵۵۱٬۲۲۲ |
| ۲۰۲۳      | کیتا ناکاجیما         | ۱۸۴٬۹۸۶٬۱۷۹ |
| ۲۰۲۲      | کازوکی هیگ            | ۱۸۱٬۵۹۸٬۸۲۵ |
| ۲۰۲۰-۲۰۲۱ | چان کیم               | ۱۲۷٬۵۹۹٬۳۵۹ |
| ۲۰۱۹      | شوگو ایمایرا          | ۱۶۸٬۰۴۹٬۳۱۲ |
| ۲۰۱۸      | شوگو ایمایرا          | ۱۳۹٬۱۱۹٬۳۳۲ |
| ۲۰۱۷      | یوساکو میازاتو        | ۱۸۲٬۸۳۱٬۹۸۲ |
| ۲۰۱۶      | یوتا ایکدا            | ۲۰۱٬۹۷۶٬۵۰۷ |
| ۲۰۱۵      | کیم کیونگ-تائه        | ۱۶۵٬۹۸۱٬۶۲۵ |
| ۲۰۱۴      | کوومه اودا            | ۱۳۷٬۳۱۸٬۶۹۳ |
| ۲۰۱۳      | هیده‌کی ماتسویاما      | ۲۰۱٬۰۷۶٬۷۸۱ |
| ۲۰۱۲      | هیرویوکی فوجیتا       | ۱۵۷٬۱۵۹٬۳۷۲ |
| ۲۰۱۱      | بائه سانگ-مون         | ۱۵۱٬۰۷۸٬۹۵۸ |
| ۲۰۱۰      | کیم کیونگ-تائه        | ۱۸۱٬۱۰۳٬۷۹۹ |
| ۲۰۰۹      | ریو ایشیکاوا          | ۱۸۳٬۵۲۴٬۰۵۱ |
| ۲۰۰۸      | شینگو کاتایاما (۵)    | ۱۸۰٬۹۰۴٬۸۹۵ |
| ۲۰۰۷      | تورو تانیگوچی (۲)     | ۱۷۱٬۷۴۴٬۴۹۸ |
| ۲۰۰۶      | شینگو کاتایاما (۴)    | ۱۷۸٬۴۰۲٬۱۹۰ |
| ۲۰۰۵      | شینگو کاتایاما (۳)    | ۱۳۵٬۴۷۵٬۲۸۰ |
| ۲۰۰۴      | شینگو کاتایاما (۲)    | ۱۱۹٬۵۱۲٬۳۴۹ |
| ۲۰۰۳      | توشیمیتسو ایزاوا (۲)  | ۱۳۵٬۴۵۴٬۳۰۰ |
| ۲۰۰۲      | تورو تانیگوچی         | ۱۴۵٬۴۴۰٬۳۴۱ |
| ۲۰۰۱      | توشیمیتسو ایزاوا      | ۲۱۷٬۹۳۴٬۵۸۳ |
| ۲۰۰۰      | شینگو کاتایاما        | ۱۷۷٬۱۱۶٬۴۸۹ |
| ۱۹۹۹      | نائوماچی اوزاکی (۲)   | ۱۳۷٬۶۴۱٬۷۹۶ |
| ۱۹۹۸      | ماساشی اوزاکی (۱۲)    | ۱۷۹٬۶۲۷٬۴۰۰ |
| ۱۹۹۷      | ماساشی اوزاکی (۱۱)    | ۱۷۰٬۸۴۷٬۶۳۳ |
| ۱۹۹۶      | ماساشی اوزاکی (۱۰)    | ۱۶۶٬۲۴۶٬۷۴۶ |
| ۱۹۹۵      | ماساشی اوزاکی (۹)     | ۱۹۲٬۳۱۹٬۸۰۰ |
| ۱۹۹۴      | ماساشی اوزاکی (۸)     | ۲۱۵٬۴۶۸٬۰۰۰ |
| ۱۹۹۳      | هاجیمه میشیای         | ۱۴۸٬۷۱۸٬۲۰۰ |
| ۱۹۹۲      | ماساشی اوزاکی (۷)     | ۱۸۶٬۸۱۶٬۴۶۶ |
| ۱۹۹۱      | نائوماچی اوزاکی       | ۱۱۹٬۵۰۷٬۹۷۴ |
| ۱۹۹۰      | ماساشی اوزاکی (۶)     | ۱۲۹٬۰۶۰٬۵۰۰ |
| ۱۹۸۹      | ماساشی اوزاکی (۵)     | ۱۰۸٬۷۱۵٬۷۳۳ |
| ۱۹۸۸      | ماساشی اوزاکی (۴)     | ۱۲۵٬۱۶۲٬۵۴۰ |
| ۱۹۸۶      | دیوید ایشیی           | ۸۶٬۵۵۴٬۴۲۱  |
| ۱۹۸۶      | تسونیوکی ناکاجیما (۴) | ۹۰٬۲۰۲٬۰۶۶  |
| ۱۹۸۵      | تسونیوکی ناکاجیما (۳) | ۱۰۱٬۵۰۰٬۰۰۰ |
| ۱۹۸۴      | شین‌ساکو ماِئدا         | ۵۷٬۰۴۰٬۳۵۷  |
| ۱۸۹۳      | تسونیوکی ناکاجیما (۲) | ۸۵٬۵۱۴٬۱۸۳  |
| ۱۹۸۲      | تسونیوکی ناکاجیما     | ۶۸٬۲۲۰٬۶۴۰  |
| ۱۹۸۱      | ایسائو آئوکی (۵)      | ۵۷٬۲۶۲٬۶۰۰  |
| ۱۹۸۰      | ایسائو آئوکی (۴)      | ۶۰٬۵۳۲٬۶۶۰  |
| ۱۹۷۹      | ایسائو آئوکی (۳)      | ۴۵٬۵۵۴٬۲۱۱  |
| ۱۹۷۸      | ایسائو آئوکی (۲)      | ۶۲٬۹۸۷٬۲۰۰  |
| ۱۹۷۷      | ماساشی اوزاکی (۳)     | ۱۰۸٬۶۵۰٬۰۰۰ |
| ۱۹۷۶      | ایسائو آئوکی          | ۴۰٬۹۸۵٬۸۰۱  |
| ۱۹۷۵      | تاکاشی موراکامی       | ۳۸٬۷۰۵٬۵۵۱  |
| ۱۹۷۴      | ماساشی اوزاکی (۲)     | ۴۱٬۸۴۶٬۹۰۸  |
| ۱۹۷۳      | ماساشی اوزاکی         | ۴۳٬۸۱۴٬۰۰۰  |

## برندگان متعدد
| رتبه | بازیکن            | برنده می‌شود | سال‌ها                                                                  |
| ---- | ----------------- | ----------- | ---------------------------------------------------------------------- |
| ۱    | ماساشی اوزاکی     | ۱۲          | ۱۹۷۳، ۱۹۷۴، ۱۹۷۷، ۱۹۸۸، ۱۹۸۹، ۱۹۹۰، ۱۹۹۲، ۱۹۹۴، ۱۹۹۵، ۱۹۹۶، ۱۹۹۷، ۱۹۹۸ |
| T۲   | ایسائو آئوکی      | ۵           | ۱۹۷۶، ۱۹۷۸، ۱۹۷۹، ۱۹۸۰، ۱۹۸۱                                           |
| T۲   | شینگو کاتایاما    | ۵           | ۲۰۰۰، ۲۰۰۴، ۲۰۰۵، ۲۰۰۶، ۲۰۰۸                                           |
| ۴    | تسونیوکی ناکاجیما | ۴           | ۱۹۸۲، ۱۹۸۳، ۱۹۸۵، ۱۹۸۶                                                 |
| T۵   | شوگو ایمایرا      | ۲           | ۲۰۱۸، ۲۰۱۹                                                             |
| T۵   | توشیمیتسو ایزاوا  | ۲           | ۲۰۰۱، ۲۰۰۳                                                             |
| T۵   | کیم کیونگ-تائه    | ۲           | ۲۰۱۰، ۲۰۱۵                                                             |
| T۵   | نائوماچی اوزاکی   | ۲           | ۱۹۹۱، ۱۹۹۹                                                             |
| T۵   | تورو تانیگوچی     | ۲           | ۲۰۰۲، ۲۰۰۷                                                             |

## جوایز
| فصل     | ارزشمندترین بازیکن (MVP) | تازه‌وارد سال      |
| ------- | ------------------------ | ----------------- |
| ۲۰۲۴    | تاکومی کانایا            | کنسی هیراتا       |
| ۲۰۲۳    | کیتا ناکاجیما            | کیتا ناکاجیما     |
| ۲۰۲۲    | کازوکی هیگا              | یوتو کاتسوراگاوا  |
| ۲۰۲۰–۲۱ | چان کیم                  | تاکومی کانایا     |
| ۲۰۱۹    | شوگو ایمایرا (۲)         | جاز جانواتانانوند |
| ۲۰۱۸    | شوگو ایمایرا             | ریکویا هوشینو     |
| ۲۰۱۷    | یوساکو میازاتو           | چان کیم           |
| ۲۰۱۶    | یوتا ایکدا               | شاون نوریس        |
| ۲۰۱۵    | کیم کیونگ-تائه           | سونگ یونگ-هان     |
| ۲۰۱۴    | کوومه اودا               | کیم سونگ-هی‌یوک    |
| ۲۰۱۳    | هیده‌کی ماتسویاما         | هیده‌کی ماتسویاما  |
| ۲۰۱۲    | هیرویوکی فوجیتا (۲)      | یوشینوری فوجیموتو |
| ۲۰۱۱    | بائه سانگ-مون            | پارک جه-بوم       |
| ۲۰۱۰    | هیرویوکی فوجیتا          | شونسوکه سونودا    |
| ۲۰۰۹    | ریو ایشیکاوا             | یوتا ایکدا        |
| ۲۰۰۸    | شینگو کاتایاما (۴)       | ریو ایشیکاوا      |
| ۲۰۰۷    | تورو تانیگوچی (۳)        | لی سونگ-هو        |
| ۲۰۰۶    | شینگو کاتایاما (۳)       | لی دونگ-هوان      |
| ۲۰۰۵    | شینگو کاتایاما (۲)       | جانگ ایک-جه       |
| ۲۰۰۴    | تورو تانیگوچی (۲)        | تاکویا تانیگوچی   |
| ۲۰۰۳    | توشیمیتسو ایزاوا (۲)     | هیدتو تانیهارا    |
| ۲۰۰۲    | تورو تانیگوچی            | برندن جونز        |
| ۲۰۰۱    | توشیمیتسو ایزاوا         | اسکات لیکاک       |
| ۲۰۰۰    | شینگو کاتایاما           | دین ویلسون        |

## رهبران پول شغلی
جدول ده نفر از رهبران برتر پول حرفه ای در تور گلف ژاپن در طول فصل ۲۰۲۱ را نشان می دهد. ارقام نشان داده شده شامل پول کسب شده در چهار مسابقه قهرمانی بزرگ جهانی از سال ۱۹۹۸ به بعد و در مسابقات قهرمانی گلف جهانی انفرادی از سال ۱۹۹۹ تا ۲۰۰۹ است.
| موقعیت | بازیکن            | پول جایزه (¥) |
| ------ | ----------------- | ------------- |
| ۱      | ماساشی اوزاکی     | ‎۲٬۶۸۸٬۸۳۶٬۶۵۳ |
| ۲      | شینگو کاتایاما    | ‎۲٬۲۵۲٬۲۷۸٬۵۰۲ |
| ۳      | سونیوکی ناکاجیما  | ‎۱٬۶۶۴٬۹۵۳٬۵۴۱ |
| ۴      | تورو تانیگوچی     | ‎۱٬۶۶۲٬۲۰۷٬۲۱۹ |
| ۵      | نائوماچی اوزاکی   | ‎۱٬۵۴۵٬۶۰۹٬۷۱۳ |
| ۶      | هیرویوکی فوجیتا   | ‎۱٬۵۳۳٬۲۵۷٬۷۹۷ |
| ۷      | یوتا ایکدا        | ‎۱٬۲۶۹٬۶۴۱٬۰۶۹ |
| ۸      | هیدتو تانیهارا    | ‎۱٬۱۹۲٬۱۴۲٬۲۳۳ |
| ۹      | کانتسומسا میاموتو | ‎۱٬۱۶۶٬۹۸۱٬۵۹۱ |
| ۱۰     | برندن جونز        | ‎۱٬۰۹۴٬۱۹۲٬۴۱۰ |

وب سایت تور گلف ژاپن یک لیست کامل در اینجا دارد.

## سوابق
جوانترین برنده: ریو ایشیکاوا (آماتور) ۱۵ سال و ۲۳۸ روز ( Munsingwear Open KSB Cup, ۲۰۰۷) 

## همچین ببینید
1. ↑  Schedules have also included events in چین، اندونزی، کره جنوبی
 , میانمار، سنگاپور و تایلند.